# Marcus Nyman
Marcus Victor Jan Nyman (Tullinge, 14 de agosto de 1990) es un deportista sueco que compite en judo.
Ganó dos medallas de bronce en el Campeonato Mundial de Judo, en los años 2021 y 2023, y tres medallas en el Campeonato Europeo de Judo entre los años 2010 y 2016.
Participó en tres Juegos Olímpicos de Verano, en los años 2012 y 2020, ocupando el quinto lugar en Río de Janeiro 2016, en la categoría de –90 kg.

## Palmarés internacional
| Campeonato Mundial | Campeonato Mundial | Campeonato Mundial | Campeonato Mundial |
| Año                | Lugar              | Medalla            | Categoría          |
| ------------------ | ------------------ | ------------------ | ------------------ |
| 2021               | Budapest (Hungría) | Medalla de bronce  | –90 kg             |
| 2023               | Doha (Catar)       | Medalla de bronce  | –90 kg             |
| Campeonato Europeo |                    |                    |                    |
| Año                | Lugar              | Medalla            | Categoría          |
| 2010               | Viena (Austria)    | Medalla de oro     | –90 kg             |
| 2011               | Estambul (Turquía) | Medalla de bronce  | –90 kg             |
| 2016               | Kazán (Rusia)      | Medalla de bronce  | –90 kg             |